# Mangalur, Sindgi
Mangalur là một làng thuộc tehsil Sindgi, huyện Bijapur, bang Karnataka, Ấn Độ.